# Martin Tauber
Martin Tauber (* 4. November 1976 in Innsbruck) ist ein ehemaliger österreichischer Skilangläufer und Olympiateilnehmer.

## Karriere
Der gelernte Tischler und derzeitige Sportsoldat des österreichischen Bundesheeres wuchs in der Gemeinde Seefeld in Tirol auf. Sein Wohnhaus stand direkt an einer Langlaufloipe, wodurch ihm der Sport sozusagen in die Wiege gelegt schien. Mit 17 Jahren startete er 1993 in den Weltcup. Auf Grund mehrerer Viruserkrankungen wurde der Tiroler, der für den SC Seefeld startet, in seiner läuferischen Entwicklung immer wieder zurückgeworfen. Nachdem er glaubte, sich in Österreich nicht mehr weiterentwickeln zu können, ging Tauber kurzfristig nach Schweden und dachte sogar daran seine Staatsbürgerschaft zu ändern. Mittlerweile ist der Sportler aber wieder in seine Heimat zurückgekehrt und hat in den letzten Jahren, obwohl ihm von Seiten des ÖSV schon der Rücktritt vom aktiven Spitzensport nahegelegt wurde, sogar den Anschluss an die heimische Spitze im Langlaufsport gefunden.
International ließ der vierfache österreichische Staatsmeister erstmals in der Doppelverfolgung von Oberstdorf im Jänner 2006 aufhorchen, als er den vierten Rang belegte. Bereits kurz darauf bestätigte Tauber seine Leistung mit seinem ersten Stockerlplatz in einem Weltcupbewerb mit dem zweiten Platz über 15 km klassisch in Davos. Nach diesen Leistungen wurde der 1,75 m große Seefelder sogar als Medaillenhoffnung bei den Olympischen Spielen von Turin 2006 gehandelt. In der Doppelverfolgung über 30 km war Tauber jedoch gleich in einem Massensturz verwickelt, konnte aber trotz Stockbruch noch zur Spitzengruppe aufschließen. Am Ende fehlte dem Tiroler jedoch die Kraft, um zusetzen zu können und er belegte schlussendlich den 17. Gesamtrang. Besser lief es für ihn bei seinem zweiten Einsatz über 15 km klassisch, in dem er den hervorragenden achten Platz belegen konnte.
Martin Tauber kam auch in der 4 × 10-km-Staffel als Startläufer zum Einsatz. Durch den krankheitsbedingten Ausfall der beiden österreichischen Top-Langläufer Christian Hoffmann und Michail Botwinow bestanden jedoch in diesem Bewerb von vornherein keine Medaillenchancen. Durch eine Dopingkontrolle mitten in der Nacht nur wenige Stunden vor dem Start unter massivem Einsatz der italienischen Polizei wurden die österreichischen Athleten derart aus ihrer Vorbereitung gerissen, dass sie beim Staffelbewerb nur abgeschlagen als Letzte dem Feld hinterherliefen und schließlich wegen Überrundung sogar aus dem Bewerb genommen werden mussten. Die bei Tauber gefundenen Messreihen (59 Messungen vom 10. bis 19. Februar) des ebenfalls in seinem Besitz befindlichen Hämoglobinmessgeräts wiesen nach dem Bericht der Staatsanwaltschaft Turin Blutwerte über der zulässigen Schwelle auf, die unmittelbar vor dem Start von Rennen abrupt in den erlaubten Bereich abfielen. Ebenso wurden bei Tauber benutzte und unbenutzte Infusionsbestecke und Butterfly-Nadeln sichergestellt.
Im April 2007 wurden Tauber, seine Langlaufkollegen Johannes Eder, Jürgen Pinter und Roland Diethart sowie zwei österreichische Biathleten vom Internationalen Olympischen Komitee (IOC) auf Lebenszeit von Olympischen Spielen ausgeschlossen. Alle galten nach Auffassung des IOC als überführt, gemeinschaftlich Dopingmittel genutzt zu haben. Begründung für die harte Strafe: „Diese Fälle gehen weiter als einfacher Besitz verbotener Substanzen und Methoden, und sind klare Beispielfälle, in denen ein Netzwerk, Athleten inbegriffen, gemeinsame Sache machte, um Blut zu manipulieren und Dopingpraktiken auszuüben.“. Ihre Ergebnisse von Turin wurden gestrichen. Laut Feststellungen der ÖSV-Disziplinar-Kommission besaß Tauber zahlreiche medizinische Ausrüstungsgegenstände und Messreihen, die zum Blutdoping dienen können, dies reiche aber nicht aus, ihm die Anwendung einer verbotenen Methode anzulasten. In der Berufung vor dem CAS wurden die Sperren für Pinter, Eder und Tauber am 4. Jänner 2008 bestätigt. Dietharts Ausschluss wurde bis einschließlich der Olympischen Spiele 2010 verkürzt.
Seit 2008 ist er Gesellschafter einer Skischule in Seefeld i.T.

## Größte Erfolge

### Weltmeisterschaften
- 5. Rang mit der ÖSV-Staffel in Oberstdorf 2005
- 18. Rang über 50 km klassisch in Oberstdorf 2005
- 31. Rang in der Doppelverfolgung in Oberstdorf 2005

### Skilanglauf-Weltcup
- 2. Rang über 15 km klassisch in Davos 2006
- 4. Rang in der Doppelverfolgung in Oberstdorf 2006
- 4. Rang mit der ÖSV-Staffel in Nové Město na Moravě 2003
- 5. Rang mit der ÖSV-Staffel im Val di Fiemme 2006
- 13. Rang in der Doppelverfolgung in Oberstdorf 2004
- 16. Rang in der Doppelverfolgung in Vernon 2006
- 18. Rang über 30 km Skating in Pragelato 2004
- 29. Rang in der Doppelverfolgung in Falun 2004
- 31. Rang in der Doppelverfolgung in Ramsau am Dachstein 2004

### Kontinentalcup
- 1. Platz über 10 km Skating in Campra 2002
- 1. Platz über 15 km klassisch in Goms 2000

### Österreichische Staatsmeisterschaften
- Staatsmeister über 50 km Skating 2003
- Staatsmeister im Sprint (klassisch) 2003
- Staatsmeister über 50 km Klassisch 2004
- Staatsmeister über 30 km Skating (Rollski) 2004
- 3. Rang bei den Staatsmeisterschaften über 15 km klassisch 2003

### Sonstige Bewerbe
- 21. Rang beim Wasalauf über 90 km klassisch 2005
- 1. Rang beim Ganghoferlauf über 42 km 2003